# Lilla Bör
Lilla Bör är en sjö i Årjängs kommun i Värmland och ingår i Göta älvs huvudavrinningsområde. Sjön har en area på 0,94 kvadratkilometer och ligger 171,2 meter över havet. Sjön avvattnas av vattendraget Lillälven (Börkusälven).

## Delavrinningsområde
Lilla Bör ingår i det delavrinningsområde (658606-130618) som SMHI kallar för Inloppet i Stora Bör. Medelhöjden är 197 meter över havet och ytan är 15,02 kvadratkilometer. Räknas de 7 avrinningsområdena uppströms in blir den ackumulerade arean 55,98 kvadratkilometer. Lillälven (Börkusälven) som avvattnar avrinningsområdet har biflödesordning 3, vilket innebär att vattnet flödar genom totalt 3 vattendrag innan det når havet efter 275 kilometer. Avrinningsområdet består mestadels av skog (88 procent). Avrinningsområdet har 1,22 kvadratkilometer vattenytor vilket ger det en sjöprocent på 7,4 procent.